# انجیلی سیاه
انجیلی سیاه (نام علمی: Olea capensis) نام یک گونه از سرده درخت زیتون است.